# Gabber (program)
Gabber – klient Jabbera dla linuksowego środowiska graficznego GNOME.
Pierwsza wersja, stworzona przez Dave'a Smitha i Juliana Missiga, była zarazem jednym z pierwszych klientów Jabbera.
Gabber 2 został przez Juliana Missiga i Thomasa Muldowneya napisany na nowo jako przystosowanie Gabbera dla GNOME 2. Rozwój Gabbera 2 został zaprzestany w czerwcu 2004 roku.